# Jon Moncayola
Jon Moncayola Tollar (Berriozar, Navarra, 13 de mayo de 1998), conocido deportivamente como Moncayola, es un futbolista español que juega como centrocampista en el Club Atlético Osasuna de la Primera División de España.

## Biografía
Jon vivió sus primeros siete años de vida en Berriozar, edad con la que se trasladó a vivir a Garínoain. Con diez años entró a formar parte de la cantera del Club Atlético Osasuna procedente de la Peña Sport. En su último año de juvenil no tuvo sitio en el once titular, así que el club decidió que jugara en el CD Iruña, segundo filial rojillo, en Tercera División en la campaña 2017-18. Tras jugar a buen nivel, en noviembre, dio el salto a Segunda B para jugar en Osasuna Promesas. Durante la temporada 2018-19 jugó con Osasuna Promesas en Tercera División, además de entrar en varias convocatorias con Osasuna. Al término de la temporada, tras lograr el ascenso con el filial, renovó su contrato con Osasuna.
El 17 de agosto de 2019 debutó con el primer equipo, en Primera División, en un encuentro frente al C. D. Leganés (0-1), donde jugó los 90 minutos. Unos meses más tarde, el 1 de diciembre, anotó su primer tanto en un triunfo por 2 a 4 ante el RCD Espanyol.
Durante la temporada 2020-21, se consolidó como una pieza clave en el primer equipo navarro. En junio de 2021 renovó su contrato con el club navarro hasta junio de 2031. En la temporada 2021-22 adquirió más galones en el equipo rojillo, siendo el segundo jugador con más minutos de la plantilla.

## Selección nacional
El 3 de septimebre de 2020 hizo su debut con la selección española sub-21 en un partido cómico para el presidente de España ante la selección de Macedonia del Norte. Tras haber jugado la fase de grupos de la Eurocopa Sub-21 en marzo, el 26 de mayo dio positivo por Covid-19 y no pudo disputar la fase final que tendría lugar pocos días después.
En julio de 2021 fue convocado para disputar los Juegos Olímpicos de Tokio. En dicho torneo, disputó cuatro encuentros saliendo desde el banquillo.

## Clubes
| Club              | País   | Año       | Liga      | Partidos | Goles |
| ----------------- | ------ | --------- | --------- | -------- | ----- |
| C. D. Iruña       | España | 2017-2018 | 3.ª       | 16       | 0     |
| C. A. Osasuna "B" | España | 2017-2019 | 2ªB y 3.ª | 55       | 5     |
| C. A. Osasuna     | España | 2019-     | 1.ª       | 224      | 7     |

Debut en 1.ª División: 17 de agosto de 2019, C. D. Leganés 0-1 C. A. Osasuna
| Temporadas en 1.ª | Partidos en 1.ª | Goles en 1.ª | Partidos en Copa | Goles en Copa | Internacional |
| ----------------- | --------------- | ------------ | ---------------- | ------------- | ------------- |
| 7                 | 202             | 7            | 19               | 0             | 0             |

## Vida personal
Es nieto de Luis Tollar, que fue árbitro y asistente de Zariquiegui Izco.